# Magnolia yunnanensis
Espèce
Statut de conservation UICN

 DD  : Données insuffisantes
Magnolia yunnanensis est une espèce de plantes à fleurs de la famille des Magnoliaceae. C'est un arbre originaire de Chine et du Viêt Nam.